# 蒲郡市立中部中学校
蒲郡市立中部中学校（がまごおりしりつ ちゅうぶちゅうがっこう）は、愛知県蒲郡市水竹町下川原にある公立中学校。

## 概要
- 蒲郡中学校のマンモス化に伴い、1978年（昭和53年）に新設された蒲郡市内で最も新しい公立中学校である。
- 校舎造成中に「門前遺跡」が発見され、発掘調査が行われた。
- 中部中学校区には蒲郡北部小学校・蒲郡西部小学校・中央小学校の3つの小学校がある。
- クラス数は13（3、2年生4クラス、1年生3クラス、および適性学級2クラス、令和2年度）。
- 校訓は「ひとりで鍛える みんなで考える たがいに助ける」。

## 主な行事
- 入学式
- 始業式
- 部活動激励会
- 自然教室（2年）
- 修学旅行（3年）
- 体育大会
- 文化祭
- 職場体験学習（2年）
- 卒業式
- 終業式

## 部活動
- 野球
- ハンドボール
- テニス
- バスケットボール
- バレーボール
- 卓球
- 弓道
- 剣道
- 柔道
- 水泳 - 全国大会2年連続出場 6位入賞など。
- 吹奏楽 - 全日本吹奏楽コンクールで何度か優勝している。
- クリエイト

## 沿革
- 1978年（昭和53年）2月15日 - 建設中の校庭より弥生土器片が多数発見され、「門前遺跡」と名付けて埋没保存する。
- 1978年（昭和53年）4月1日 - 蒲郡市立蒲郡中学校から分割し設立。
- 1978年（昭和53年）7月25日 - 敷地内にある「門前遺跡隅円方形周溝（弥生）」が史跡として蒲郡市指定文化財に指定される。
- 1978年（昭和53年）11月1日 - 校歌ができる。
- 2004年（平成16年）4月1日 - 2学期制を導入する。

## 著名な出身者
- 千賀滉大（プロ野球選手、福岡ソフトバンクホークス所属）[1]

## 交通
- JR東海・名鉄 蒲郡駅北口から徒歩約30分